# 夏川りみ SINGLE COLLECTION Vol.1
『夏川りみ SINGLE COLLECTION Vol.1』は、夏川りみの1枚目のベスト・アルバム。2005年3月16日にビクターエンタテインメントより発売。「Vol.1」と銘打たれているが、2022年現在Vol.2は発売されていない。

## 概要
キャリア初となるベスト・アルバム。1999年のデビューから2004年までに発売された7枚のシングル表題曲・C/W曲14曲が収録されている。
2007年9月27日期間限定特別価格盤発売。

## チャート成績
2005年3月28日付のオリコンチャート週間ランキングで初動17000枚を記録、週間13位にランクイン。2022年4月現在で3番目に売れたアルバム。

## 収録曲
1. 夕映えにゆれて（4：52）[1]
1stシングル
2. サヨナラを抱きしめて（4：29）[1]
1stシングルC/W
3. 花になる（5：11）[1]
2ndシングル
4. この星を感じて（5：43）[1]
2ndシングルC/W
5. 涙そうそう（4：19）[1]
3rdシングル
6. あなたの風（4：22）[1]
3rdシングルC/W
7. 道しるべ（4：25）[1]
4thシングル
8. 月桃花（4：47）[1]
4thシングルC/W
9. 鳥よ（5：08）[1]
5thシングル
10. ナツノキオク（4：41）[1]
5thシングルC/W
11. 童神〜ヤマトグチ〜（4：46）[1]
6thシングル
12. ファムレウタ（子守唄）（4：17）[1]
6thシングルC/W
13. 微笑みにして（4：39）[1]
7thシングルC/W
14. 愛よ愛よ（4：38）[1]
7thシングル